# Pamela Dutkiewicz-Emmerich
Pamela Dutkiewicz-Emmerich (geborene Dutkiewicz, * 28. September 1991 in Kassel, Hessen) ist eine ehemalige deutsche Leichtathletin, die sich auf den 100-Meter-Hürdenlauf spezialisiert hatte. Ihr größter Erfolg war der Gewinn der Bronzemedaille bei den Weltmeisterschaften 2017 in London. Aktuell arbeitet sie als Systemische Coachin und Keynote-Speakerin.

## Leben
Pamela Dutkiewicz ist die Tochter zweier gebürtigen Polen, die ebenfalls Sportler waren. Die Mutter Brygida Dutkiewicz (geb. Brzęczek) ist mehrfache polnische Meisterin über 800 Meter (Bestzeit: 2:02,39 min), ihr Vater Marian Dutkiewicz war Fußballer in der höchsten Liga und in der U21-Auswahl Polens.
Pamela Dutkiewicz ist bis zu ihrem 16. Lebensjahr in Baunatal aufgewachsen, seit 2007 lebt sie im Ruhrgebiet. Ihr Abitur bestand sie 2011 am Märkischen Gymnasium in Bochum-Wattenscheid und studierte danach an der TU Dortmund Grundschullehramt.
Im Herbst 2021 begann sie die Ausbildung im Bereich „Systemisches Coaching und Veränderungsmanagement“ am INeKO Institut der Universität zu Köln und verfolgte ihr Studium zur Grundschullehrerin nach ihrem Bachelorabschluss nicht weiter. Parallel verfolgte sie auch ihre Trainerausbildung – schon in ihrer Verletzungszeit hatte sie den C-Trainerschein gemacht.
Im Jahr 2022 hat sie ein Traineeship bei DSW 21 absolviert mit den Schwerpunkten Unternehmungskommunikation, Personal- und Gesundheitsmanagement.
Seit Mitte 2022 arbeitet sie hauptsächlich als Systemische Coachin und als Keynote-Speakerin.
Im November 2020 heiratete sie den Physiotherapeuten Maik Emmerich.

## Sportlicher Werdegang
Ihre Leichtathletikkarriere begann Dutkiewicz im Alter von zehn Jahren bei der LG Baunatal/Fuldabrück, Trägerverein GSV Eintracht Baunatal. Zuletzt trainierte sie dort bei Sigfried Henning und Michael Birkelbach. Wie für die Leichtathletik typisch, probierte Dutkiewicz in jungen Jahren alle Disziplinen aus und stellte sich damit sportlich breit auf. 2005 gewann sie bei den deutschen Blockwettkampf-Meisterschaften die Silbermedaille. Sie trat im Block „Sprint/Sprung“ an, der die Disziplinen 100-Meter-Lauf, 80 Meter Hürden, Weitsprung, Hochsprung und Speerwurf umfasst.
Ihr Talent für den Hürdensprint wurde früh entdeckt. Seit ihrem 15. Lebensjahr hat sie sich immer mehr darauf spezialisiert. 2007 wechselte Dutkiewicz Verein und Trainer. Beim TV Wattenscheid 01 schloss sie sich 2008 der Trainingsgruppe von Slawomir Filipowski an. Im Alter von 16 Jahren zog sie in das zugehörige Sportinternat in Wattenscheid. Später sagte sie dazu: „Das war der beste Schritt meines Lebens. Ich war bis dahin noch ein ziemliches Mama-Kind, aber der Umzug ins Internat hat mir geholfen, selbständiger zu werden“.
Dutkiewicz musste in ihrer Leichtathletiklaufbahn viele Rückschläge verkraften. 2010 unterbot sie mehrfach die Norm über 100 Meter Hürden für die U20-Weltmeisterschaften in Moncton. Im direkten Vergleich war sie immer schneller als ihre deutschen Konkurrentinnen. Bei einem Wettkampf in Mannheim – dem Stichtag für die U20-WM – hatten allerdings zwei andere Athletinnen die Nase vorn. Obwohl Dutkiewicz in der gesamten Saison konstanter gelaufen war, wurde sie nicht für die U20-WM nominiert. Mit ihrer Zeit von 13,37 s belegte sie in der damaligen U20-Weltbestenliste Position sechs.
Dutkiewicz war 2012 beim Unfall der H-Bahn an der TU Dortmund direkt betroffen. Sie saß in der vollautomatischen Hochbahn, als diese einen Müllcontainer rammte. Sie trug ein Schleudertrauma und eine Platzwunde an der Lippe davon, die mit fünf Stichen genäht wurde. Das Schleudertrauma verursachte lange Zeit Gleichgewichtsprobleme, worunter die folgenden Wettkämpfe gelitten haben.
2014 begann Dutkiewiczs Aufschwung. Bei den deutschen Hallenmeisterschaften in Leipzig gewann sie ihre erste nationale Medaille bei den Erwachsenen. In 8,19 s über 60 Meter Hürden lief sie auf den dritten Platz. Bei den deutschen Meisterschaften in Ulm lief Dutkiewicz in 12,95 s auf den vierten Platz. Die damalige Norm für die Europameisterschaften lag bei 13,00 s. Trotzdem wurde sie nicht nominiert, da bei Europameisterschaften pro Nation nur drei Sportler an den Start gehen dürfen. Die Zeit von 12,95 s über 100 Meter Hürden war trotzdem ein Durchbruch für sie; damit belegte sie 2014 Platz 15 der europäischen Bestenliste.
In der Hallensaison 2015 lief Dutkiewicz bei den deutschen Meisterschaften über 60 Meter Hürden auf den zweiten Rang. Die Zeit von 8,07 s bedeutete gleichzeitig die Norm für die Halleneuropameisterschaften. Dutkiewicz knickte allerdings wenige Meter hinter dem Ziel mit beiden Füßen um und riss sich beidseitig die Bänder. Bis zum Jahresende konnte sie nicht mehr ins Wettkampfgeschehen eingreifen. In dieser Zeit nahm sie eine Ernährungsumstellung vor, an deren Ende sie zehn Kilogramm abgenommen hatte.
2016 gab sie ihr Comeback. In der Hallensaison konnte sie an ihre guten Zeiten aus dem Jahr 2015 anknüpfen. Bei den deutschen Hallenmeisterschaften unterlief ihr im Finale allerdings ein Fehlstart, weshalb sie disqualifiziert wurde. In ihrem ersten Lauf in diesem Jahr über 100 Meter Hürden schaffte sie indes mit 13,02 s die EM-Norm (13,05 s). Nur eine Woche später unterbot sie in Regensburg mit 12,85 s auch die Olympianorm von 13,00 s deutlich. Bei den deutschen Meisterschaften in Kassel stürzte sie an der dritten Hürde und kam nicht ins Ziel. Ähnliches passierte ihr im Finale der Europameisterschaften in Amsterdam, als sie über die erste Hürde stürzte; aber schon der Finaleinzug war für Dutkiewicz ein großer Erfolg. Sie selbst gab an, dass sie deutlich schneller geworden sei und dass die höhere Geschwindigkeit auf die Hürdentechnik und den Abstand zwischen den Hürden erst abgestimmt werden müsse. Bei den Olympischen Spielen in Rio de Janeiro erreichte sie die Halbfinalläufe, bei denen sie in 12,92 s Zwölfte wurde.
2017 wurde Dutkiewicz in Leipzig über 60 Meter Hürden mit persönlicher Bestzeit Deutsche Hallenmeisterin in 7,79 s und belegte bei den Halleneuropameisterschaften in Belgrad den dritten Platz. Im nordfranzösischen Lille wurde Dutkiewicz Team-Europameisterin, beim 100-Meter-Hürdenlauf landete sie auf Platz 6. In Erfurt sicherte sie sich den deutschen Meistertitel in dieser Disziplin. Bei den Weltmeisterschaften 2017 in London gewann sie in 12,72 s überraschend die Bronzemedaille.

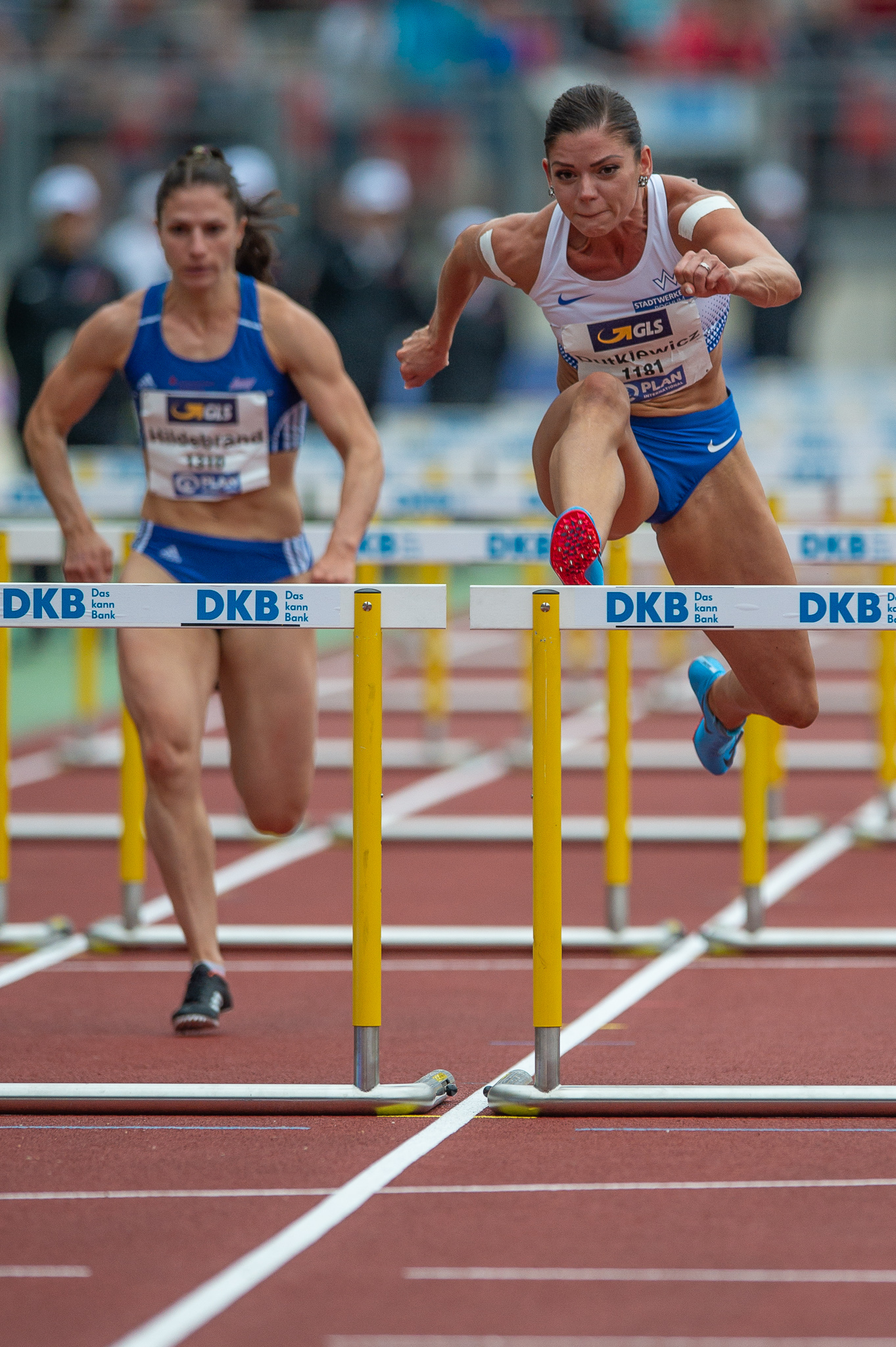
Pamela Dutkiewicz (re.) bei den deutschen Meisterschaften 2018

2018 holte sich Dutkiewicz bei den deutschen Hallenmeisterschaften in Dortmund den Vizemeistertitel über die 60 Meter Hürden und erneut den Meistertitel mit der 4-mal-200-Meter-Staffel. Bei den deutschen Meisterschaften in Nürnberg gewann sie Bronze in der 4-mal-100-Meter-Staffel. Zudem verteidigte sie ihren Meistertitel über 100 Meter Hürden, indem sie mit 12,69 s einen neuen Meisterschaftsrekord aufstellte. Einen großen Erfolg errang sie bei den europäischen Titelkämpfen in Berlin, als sie hinter der Belarussin Elwira Herman Vizeeuropameisterin wurde. Beim Continental Cup in Ostrava belegte Dutkiewicz mit der europäischen Mannschaft den zweiten Rang, wozu sie durch einen dritten Platz im Einzel beitrug.
2019 wurde sie zum sechsten Mal Deutsche Hallenmeisterin über 60 Meter Hürden. Dann ereilte sie doppeltes Verletzungspech. Nur wenige Tage vor den Halleneuropameisterschaften in Glasgow musste sie wegen einer muskulären Verletzung die Teilnahme absagen und nach einem guten Start in die Freiluftsaison bremste sie erneut eine Muskelverletzung aus.
2020 war zunächst der Start in die Hallensaison noch planmäßig verlaufen, aber schon vor den Deutschen Hallenmeisterschaften musste sich Dutkiewicz-Emmerich wegen einer Muskelverhärtung gegen einen Start entscheiden, um gesund für die Vorbereitung auf die Olympischen Spiele in Tokio – deren Verlegung zu diesem Zeitpunkt wegen der noch nicht offensichtlichen COVID-19-Pandemie kein Thema war – zu sein. Bei den wegen der Pandemie verspätet gestarteten Deutschen Meisterschaften trat sie im Halbfinale in die drittletzte Hürde, kam ins Straucheln und brach den Lauf ab.
2021 musste sie auf Grund eines eingeklemmten Nervs den Einstieg in die Hallensaison verschieben und auch den Start bei den Deutschen Hallenmeisterschaften wegen Problemen an der Kniekehle absagen. Die Vorbereitungen auf die Olympischen Spiele wollte Dutkiewicz-Emmerich mit Rüdiger Harksen als Trainer in Angriff nehmen. Anhaltende Probleme am rechten Oberschenkel verhinderten den Start bei den Deutschen Meisterschaften und auch eine mögliche Teilnahme an den Olympischen Spielen in Tokio. Am 21. Juni gab ihr Verein bekannt, dass sie wegen seit Monaten auftretender nicht einzuordnender körperlicher Symptome aus gesundheitlichen Gründen die Saison beenden und auf einen Start bei den Olympischen Spielen in Tokio verzichten muss.
Mitte September 2021 gab Dutkiewicz-Emmerich ihr sportliches Karriereende bekannt.

## Vereinszugehörigkeiten und Trainer
Pamela Dutkiewicz war bis 2007 bei der LG Baunatal-Fuldabrück und startet seit 2008 für den TV Wattenscheid 01. Dort war sie in der Trainingsgruppe von Slawomir Filipowski, der auch die 400-Meter-Läuferin Esther Cremer trainiert hat. In der Vergangenheit gehörten auch Yasmin Kwadwo (Sprint) und Maral Bazargani (400 m) zur Trainingsgruppe. Dutkiewicz ist seit vielen Jahren ein fester Bestandteil der 4-mal-100-Meter- und der 4-mal-200-Meter-Staffel des TV Wattenscheid. Mit der 4-mal-200-Meter-Staffel gewann sie in den Jahren 2013, 2014, 2016 und 2018 den deutschen Meistertitel in der Halle. Zur Vorbereitung auf die Olympischen Spiele in Tokio trainiert sie seit März 2021 bei Rüdiger Harksen.
Dutkiewicz hatte bei einer Größe von 1,70 m ein Wettkampfgewicht von 60 kg.

## Bestleistungen
Halle (60 Meter Hürden)
- 2013: 8,21 s
- 2014: 8,17 s
- 2015: 8,07 s
- 2016: 8,08 s
- 2017: 7,79 s
- 2018: 7,83 s
- 2019: 7,89 s
- 2020: 8,04 s
- 2021: 00–

Freiluft (100 Meter Hürden)
- 2010: 13,37 s
- 2011: 13,50 s
- 2012: 13,45 s
- 2013: 13,39 s
- 2014: 12,95 s
- 2016: 12,85 s
- 2017: 12,61 s
- 2018: 12,67 s
- 2019: 12,91 s
- 2020: 00–
- 2021: 00–

## Ehrungen und Auszeichnungen
- 2023: Ehrenplakette der Stadt Bochum für ihr Wirken zur Förderung des Ruf des Sportstandortes Bochum[16]

## Sonstiges
- Ende 2018 nahm Dutkiewicz an der Spielshow Catch! Der große Sat.1 Fang-Freitag teil.
- 2020 wurde sie in der YouTube-Reihe Germania porträtiert.